# Срезневський В'ячеслав Ізмаїлович
Срезневський В'ячеслав Ізмаїлович (3 жовтня 1849–1937) — російський і радянський філолог, технічний і спортивний діяч, учений в галузі науково-технічної фотографії; син Ізмаїла Івановича Срезневського, брат Бориса Срезневського і Всеволода Срезневського, член Російського фотографічного товариства.
В. І. Срезневський винайшов перший російський фотоапарат, фотоматеріали для фотографування з повітря, для зйомок сонячного затемнення, для підводних зйомок.
У 1911 був обраний першим головою Олімпійського комітету Росії.